# Äppelhausen

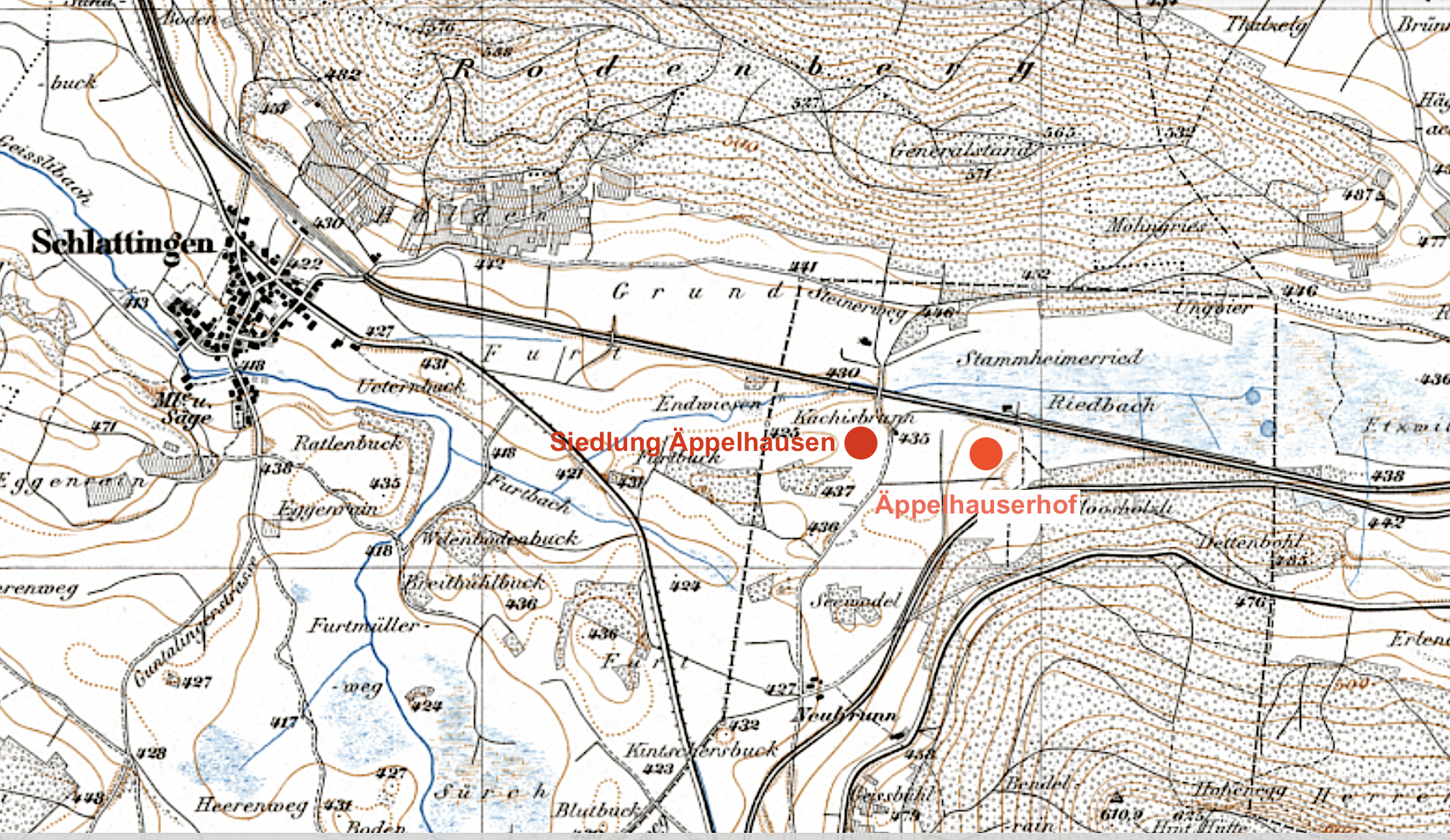
Lage der Siedlung Äppelhausen

Äppelhausen war der Name einer Siedlung bei Unterstammheim im Kanton Zürich in der Schweiz. Heute ist Äppelhausen eine Wüstung, die Siedlung ist verschwunden. Bewohnt war der Siedlungsplatz vom Neolithikum bis in die erste Hälfte des 20. Jahrhunderts.

## Lage
Die Siedlung Äppelhausen lag rund drei Kilometer nordwestlich von Unterstammheim, südlich der Bahnlinie Diessenhofen – Stein am Rhein. Der Name hat sich in einem Gehöft erhalten, das allerdings mehrere hundert Meter östlich der Wüstung liegt. Der Fundort erstreckt sich von Ost nach West und lag am Rand eines Sumpfgebietes auf der Kuppe eines niedrigen Moränenhügels südlich des Furtbachs.

## Geschichte
Äppelhausen ist im Jahr 868 mit Appilinhusun im Zusammenhang mit einer Schenkung eines Grundstücks an das Kloster St. Gallen erstmals belegt. In einer Urkunde des St. Galler Geistlichen Ekkedard III. aus dem Jahr 962/4 wird Äppelhausen im Zusammenhang mit einem Landtausch erwähnt. Aus den folgenden Jahrhunderten fehlen schriftliche Quellen. Ab dem 17. Jahrhundert ist Äppelhausen auf mehreren Karten verzeichnet; die älteste Darstellung stammt auf dem Jahr 1641, die Siedlung ist am Westende des ehemaligen Stammersees eingezeichnet. Auf der Karte von Johannes Wild ist der Name Äppelhausen nicht mehr angegeben, auf der Landeskarte der Schweiz erscheint er erst wieder 1957 als Äpelhusen, bezeichnet allerdings den weiter östlich gelegenen Bauernhof.

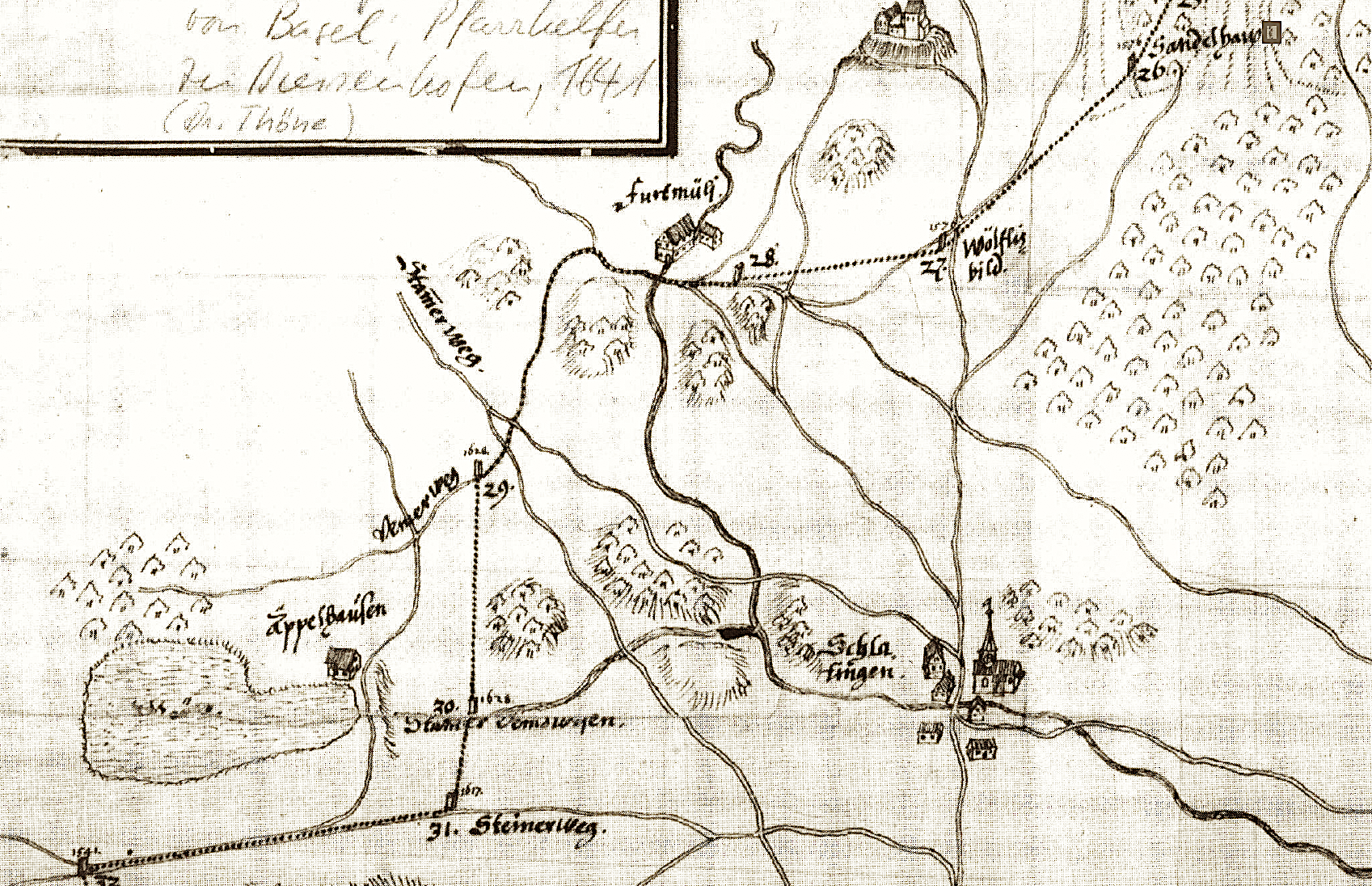
Lage Äppelhausens auf einer Karte von Johann Jakob Menzinger, 1641
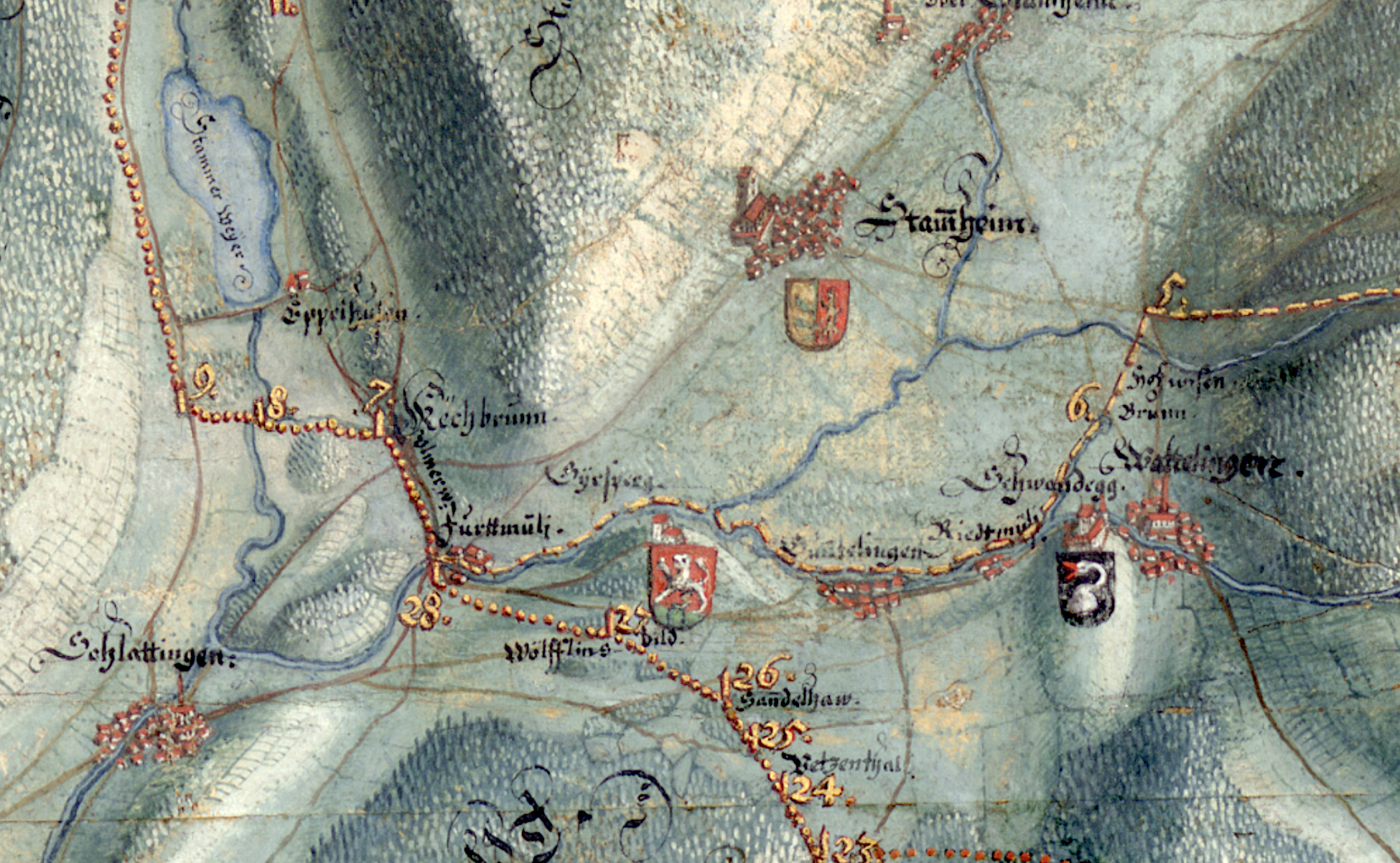
Äppelhausen am Ufer des Stammersees. Karte von Hans Conrad Gyger, 1667

## Entdeckung
Entdeckt wurde die Siedlung 1988 durch Luftbildprospektion. In der Folge wurde der Siedlungsplatz durch Luftbilder, Geoelektrik, Geomagnetik, Bodenradar, Begehungen und Grabungen untersucht. Die Untersuchungen zeigten, dass es sich um eine vollständige Siedlung mit einem umfassenden Graben handelte. Um eine zeitliche Einordnung vornehmen zu können, wurden im Winter 1998 Grabungen vorgenommen.

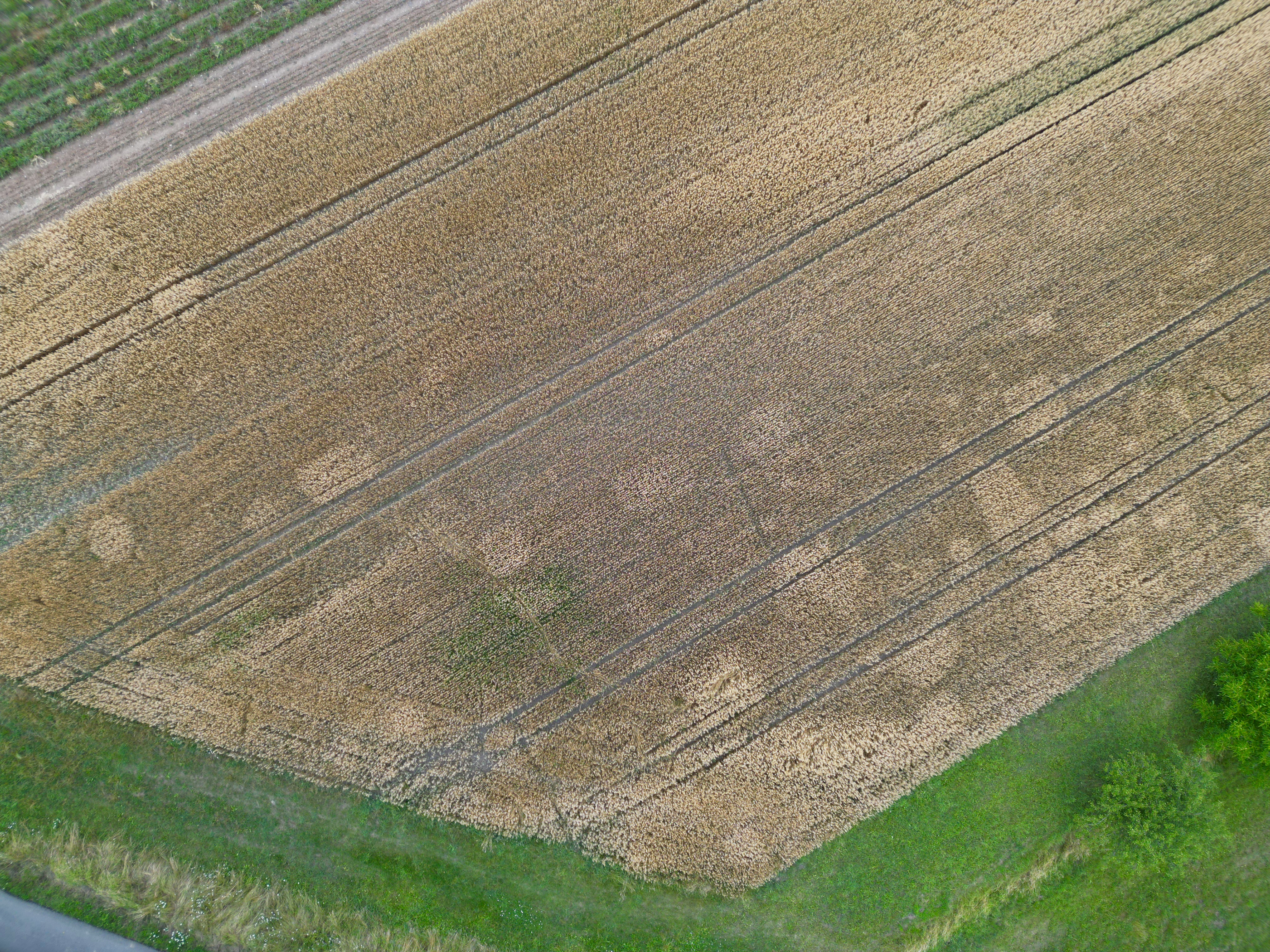
Helle kreisförmige Flächen zeigen die Lage der ehemaligen Grubenhäuser an
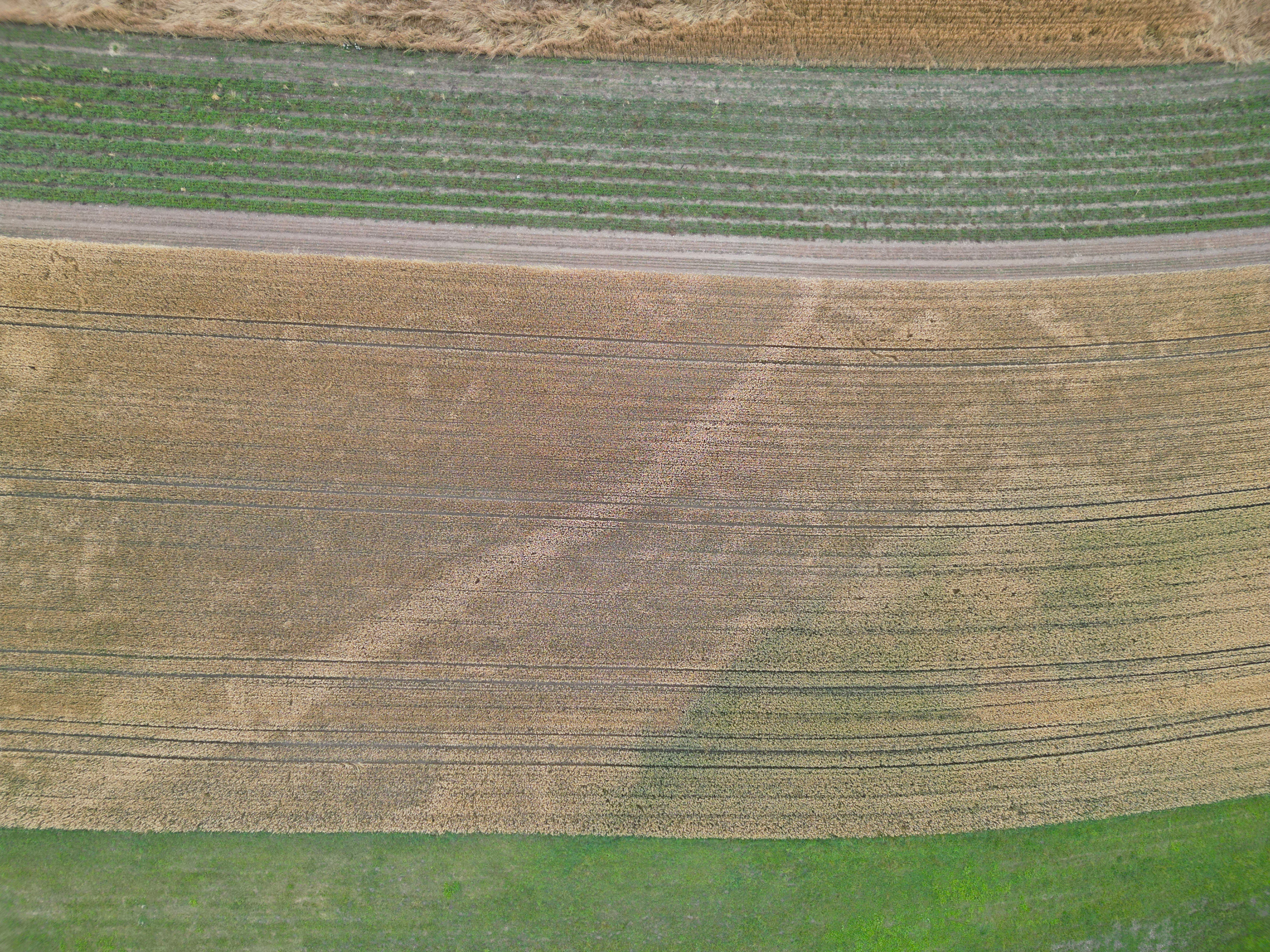
Deutlich zeichnet sich die Lage des Umfassungswalls ab
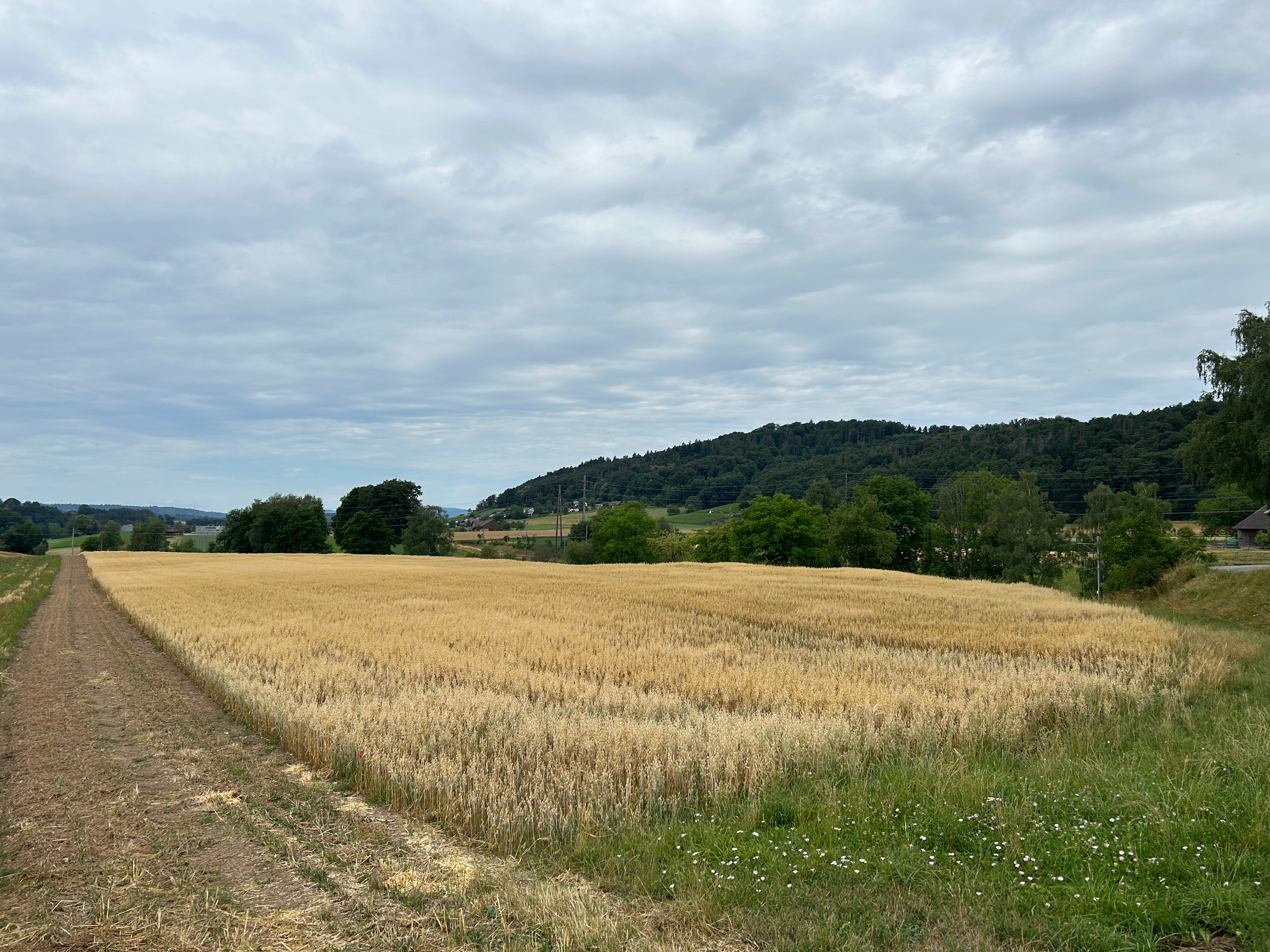
Die Kreise im Haferfeld sind auch vom Boden aus erkennbar
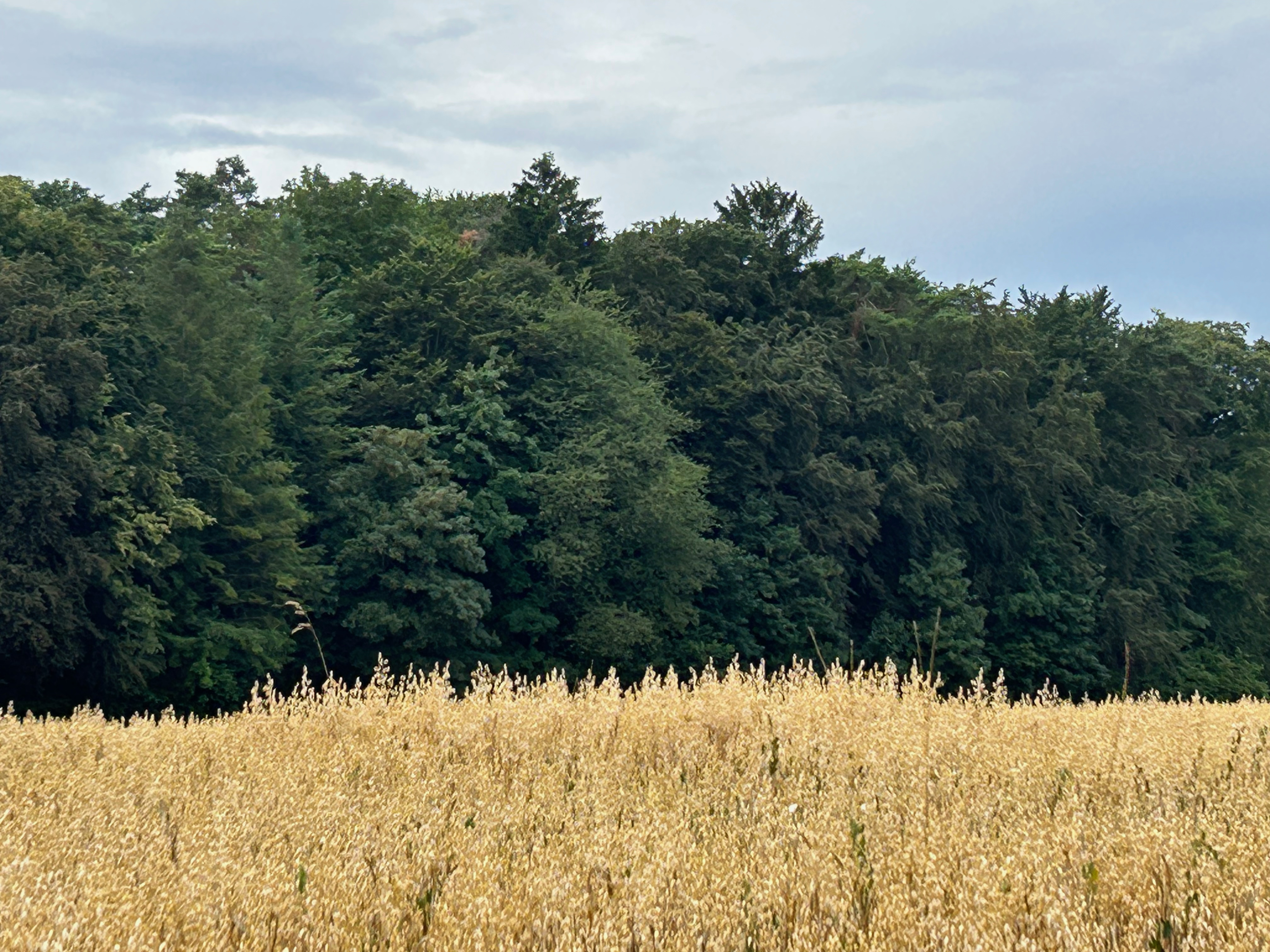
Höhe des Hafers an der Stelle eines Grubenhauses
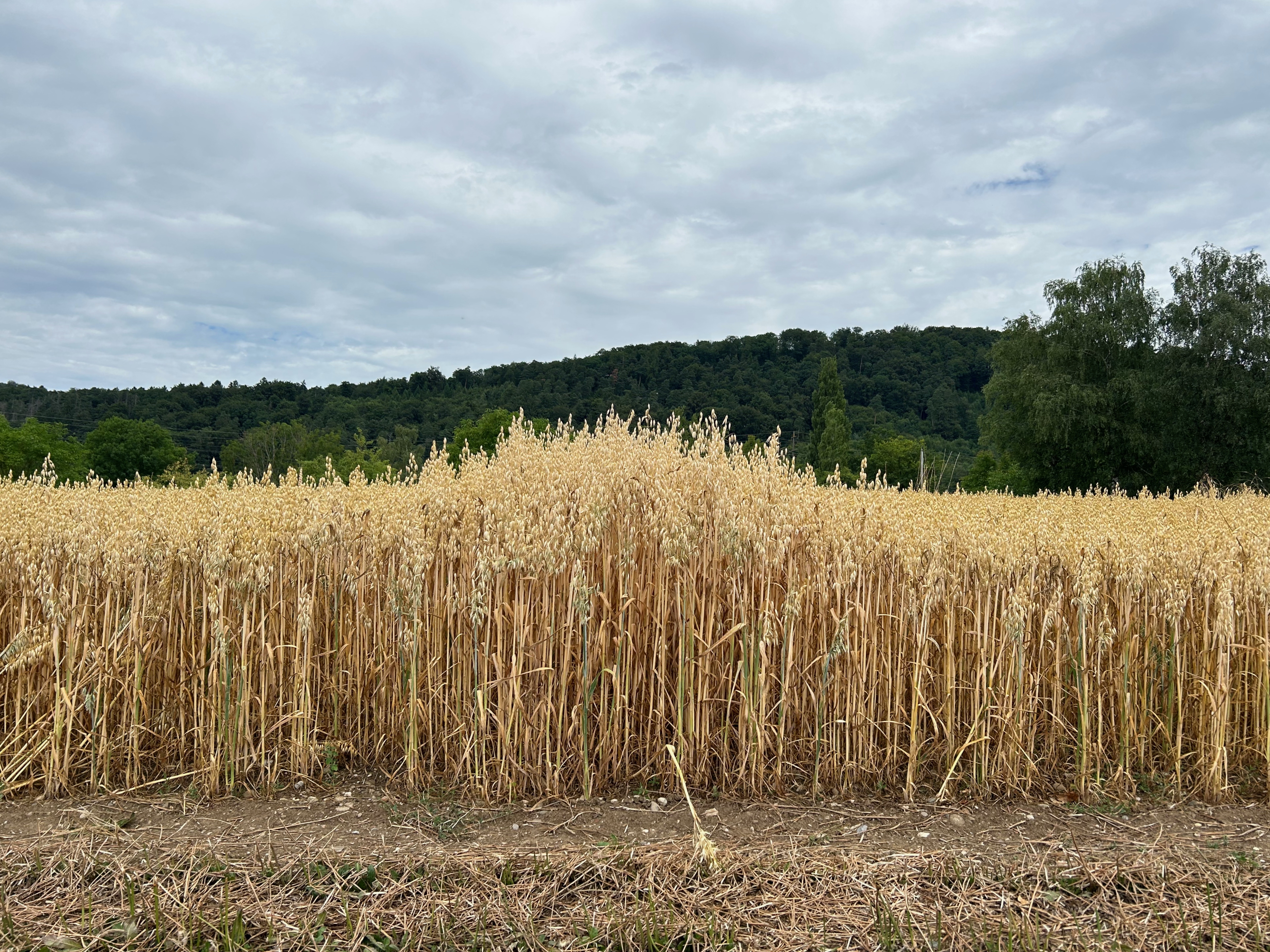
Der Hafer steht im Bereich des Umfassungswalls zwanzig Zentimeter höher

## Funde

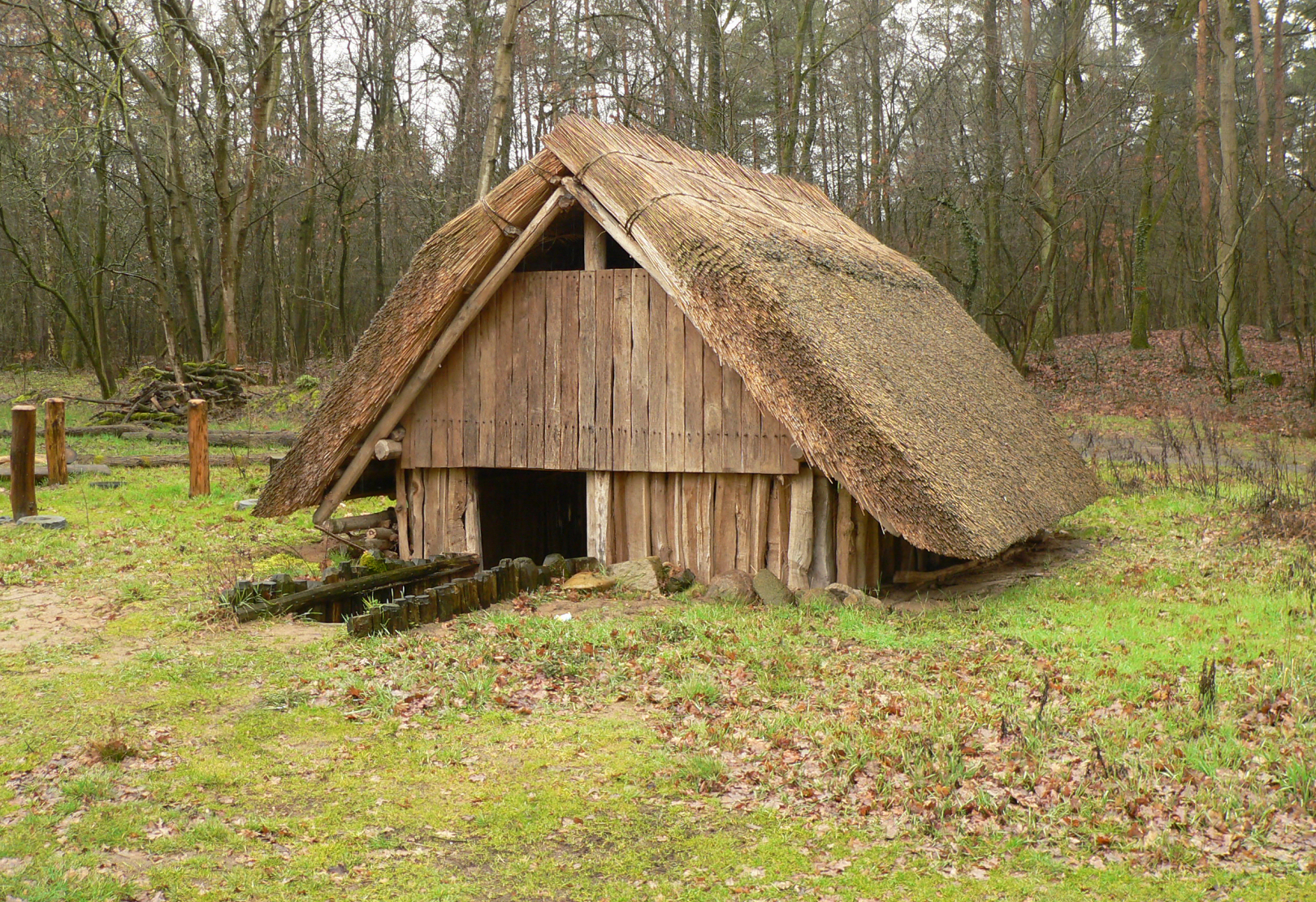
Nachbau eines Grubenhauses im niedersächsischen Liebenau

Die ältesten Funde stammen aus dem Neolithikum. Dabei handelt es sich um Einzelfunde wie Steinbeile, Lochäxte oder Abschläge von Feuerstein. Aus der Bronzezeit fanden sich Siedlungsstellen und Grabfunde, aber keine Knochenreste. Eisenzeitliche Funde gab es nur sehr wenige. Aus der römischen Zeit fanden sich Münzen und Keramikstücke. Die mittelalterliche Siedlung bestand aus Grubenhäusern, die ganz oder teilweise in den Boden eingetieft und mit Holzwänden und -decken ausgestattet waren.
Die Lage des Umfassungsgrabens und mancher Häuser liess sich auf dem Haferfeld in den trockenen Monaten im Sommer 2023 auch vom Boden aus immer noch gut erkennen. In den rund einen Meter tiefen Gruben sammelten sich im Verlauf der Jahrhunderte deutlich mehr Wasser, Humus und Nährstoffe an als im kiesigen Boden der Umgebung. Dies hatte zur Folge, dass der Hafer an diesen Stellen besser wuchs und etwa zwanzig Zentimeter höher stand. Mauerreste sind keine mehr vorhanden.

## Name
Der Name wird in den Dokumenten in zahlreiche Varianten geschrieben, so etwa 868 Apillinhusen, 962 Apilehusa, 1400 Eppenhusen, 1428 Epelhusen, 1684 Epelhausen, 1708 Öppelhausen, 1778 Neppelhausen oder 1840 Epelhausen.

## Ömdwisen
Auch aus der sich westlich an Äppelhausen anschliessenden Flur Ömdwisen (auch Emdwiesen) wurden auf zahlreichen Flügen archäologische Strukturen erfasst, die auf einen umfangreichen Siedlungsplatz schliessen lassen. Auch hier handelt es sich um Gruben und einen Graben.